# Stu Martin
Stuart Victor Martin (11 de junio de 1938 - 12 de junio de 1980) fue un baterista de jazz estadounidense. 

## Carrera
Martin era un músico profesional a la edad de dieciséis años, cuando tocaba la batería para las grandes bandas de Count Basie, Jimmy Dorsey, Les y Larry Elgart, Duke Ellington, Maynard Ferguson, Quincy Jones y Billy May. En la década de 1960 trabajó con Gary Burton, Donald Byrd, Curtis Fuller, Herbie Hancock, Oliver Nelson, Sonny Rollins, Steve Swallow y Lambert, Hendricks y Ross . Fue miembro de una banda en Alemania Occidental formada por Lee Konitz, Albert Mangelsdorff y Attila Zoller y de una banda con Rolf Kuhn y Joachim Kuhn. Martin fue miembro de The Trio con Barre Phillips y John Surman, y luego miembro de Charlie Mariano. En la década de 1970 grabó con Carla Bley, Slide Hampton y John McLaughlin. 
En 1975, el Trío viajó a París para realizar un proyecto de colaboración con la orquesta de la Ópera de París y la Compañía de Danza Carolyn Carlson. Después de este proyecto, continuó tocando con el Trío y también realizó giras con la banda de rock New York Gong. 
Martin murió a la edad de 42 años en París  como resultado de un ataque cardíaco. Le sobrevive su hijo Zeke Martin.

## Discografía

### Como líder
- Alors con Barre Phillips, Michel Portal, John Surman (Futura, 1970)
- Where Fortune Smiles con John McLaughlin (Dawn, 1971)
- Conflagration, The Trio con Phillips and Surman (1971)
- Live at Woodstock Town Hall con John Surman (Dawn, 1975)
- Mountainscapes con Barre Phillips (ECM, 1976)
- Sunrise (EPM, 1996)[4]

### Como acompañante
Con Curtis Fuller
- Boss of the Soul-Stream Trombone (Warwick, 1960)
- The Magnificent Trombone of Curtis Fuller (Epic, 1961)

Con Quincy Jones
- I Dig Dancers (Mercury, 1961)
- Newport '61 (Mercury, 1961)
- The Great Wide World of Quincy Jones: Live! (1961)
- The Quintessence (Impulse!, 1962)
- Quincy Plays for Pussycats (Mercury, 1959-65 [1965])

Con Sonny Rollins
- All the Things You Are  (1964)
- The Standard Sonny Rollins (RCA Victor, 1964)

Con Tomasz Stańko, Tomasz Szukalski
- Double Concerto for Five Soloists and Orchestra (Poljazz, 1972)

Con Tomasz Stańko y Janusz Stefański
- Fish Face (Poljazz, 1974)

Con otros
- 1960 Newport Suite, Maynard Ferguson (Roulette)
- 1960 The Hottest New Group in Jazz, Lambert, Hendricks & Ross (Columbia)
- 1961 Fast Livin' Blues, Jon Hendricks
- 1966 New Advanced Jazz, Valdo Williams (Savoy)
- 1969 Smashing Thirds, Joe Turner (MPS)
- 1969 Zo-Ko-Ma, Lee Konitz
- 1971 Tales of the Algonquin, John Surman/John Warren
- 1971 Ossiach Live John McLaughlin (BASF)
- 1975 13, Carla Bley/Michael Mantler
- 1977 A Matter Of Taste, Mumps (Albert Mangelsdorff, John Surman, Barre Phillips)
- 1978 Cloud Line Blue, Karin Krog (P-Vine)[5]